# Via de' Michelozzi
Via de' Michelozzi è una strada urbana del centro di Firenze, situata in Oltrarno, che va da via Maggio a piazza Santo Spirito, incontrando lungo il breve tracciato via del Presto di San Martino e Borgo Tegolaio. 

## Storia
La titolazione è in riferimento al palazzo posto in angolo con via Maggio che fu di proprietà dalla famiglia Michelozzi, e ancor prima dai Biliotti (che davano il nome anche al relativo canto) per cui, precedentemente e per lo stesso motivo, fu detta via de' Biliotti almeno fino al XVI secolo. Al cambio di denominazione supponiamo abbia contribuito in modo determinante la munificenza del senatore Giovan Battista Michelozzi, grazie al quale fu eretto il sontuoso altare maggiore della basilica di Santo Spirito, realizzato tra il 1599 e il 1607 su progetto di Giovan Battista Caccini. 
L'ulteriore denominazione attestata in antico, via degli Sportici, trae origine sempre dal palazzo Biliotti, fortemente caratterizzato dall'aggetto della fabbrica su mensoloni (uno sporto, appunto).

## Descrizione
La strada, per quanto breve, è di grande importanza nell'assetto viario cittadino e quindi oltremodo animata, sia perché arteria di collegamento con la piazza, sia perché caratterizzata dalla presenza di alcuni esercizi commerciali storici.

### Edifici
| Immagine | N°      | Nome                       | Descrizione |
| -------- | ------- | -------------------------- | --- |
|          | 1r-9r   | Palazzo Biliotti           | L'edificio determina il canto con via de' Michelozzi, noto come canto de' Biliotti, potente famiglia fiorentina detta Biliotti d'Oltrarno o della Ferza, in ragione dell'iscrizione a questo gonfalone, che nella prima metà del Quattrocento aveva il possesso di tutti gli edifici di questo quadrivio. Il palazzo, il principale tra queste proprietà, ha presumibilmente origine nel tardo Trecento (o agli inizi del secolo successivo) e, sul fronte principale che guarda via Maggio, si caratterizza per il bugnato rustico (ampiamente integrato con finte pietre modellate in malta di calce) che segna il piano terreno fino all'altezza del ricorso in pietra sul quale sono allineate le finestre del primo piano. Conci a raggiera incorniciano anche il portone, mentre altre pietre segnano la cantonata con via de' Michelozzi fino al primo piano compreso. Le restanti superfici sono intonacate e mostrano cinque assi di finestre ad arco, oggi parzialmente tamponate a favore di aperture rettangolari, definite da un bugnato di modesto rilievo al primo piano, affatto liscio al secondo. Il terzo e ultimo piano è da considerare come soprelevazione decisamente tarda, come tarde sono le aperture del mezzanino tra piano terreno e primo piano. Su via de' Michelozzi è il caratteristico aggetto su mensoloni. |
|          | 2       | Palazzo Capponi Michelozzi | Erano lungo tutto questo lato della strada alcune case e botteghe di proprietà dei Biliotti che, acquistate ai primi del Cinquecento dai Capponi, furono trasformate e presumibilmente unificate entro il 1519. Attorno al 1550 i nuovi proprietari furono costretti a vendere la parte dell'edificio verso piazza Santo Spirito ai Michelozzi, mentre la restante parte venne poco dopo divisa tra i vari membri della famiglia. A Ferrante Capponi si deve nel 1651 la riunificazione del palazzo, con la creazione del fronte principale su via de' Michelozzi, contrassegnato dall'arme della famiglia. Nel 1865 l'intera proprietà fu acquisita dal Pio Istituto de' Bardi, fondato nel 1829 dal conte Girolamo Bardi di Vernio con l'obiettivo di fornire gratuitamente agli artigiani del quartiere istruzione e adeguata formazione tecnica. Negli anni Duemila l'immobile è stato concesso d alla James Madison University. Il lato su via del Presto di San Martino conserva in alto una colonnina e in basso tracce di antico rivestimento lapideo, probabilmente riferibili al periodo precedente all'acquisto dei Capponi, quando al piano terra erano ancora aperte le botteghe artigiane. |
|          | 17r-19r | Casa Fioravanti            | L'edificio determina l'angolo della piazza con piazza Santo Spirito e propone da ambedue i lati un prospetto organizzato su tre assi per cinque piani. In corrispondenza del portone sulla piazza è una lapide con una iscrizione che documenta come la casa fosse stata riedificata dalle fondamenta nel 1697, quando era di proprietà del frate agostiniano Aurelio Fioravanti. Nonostante l'interesse per il dato la costruzione non evidenzia all'esterno elementi di rilievo architettonico e, al di là dell'intervento tardo seicentesco, mostra un disegno complessivo frutto di più tardi lavori, in sintonia con le altre case adiacenti. |

### Tabernacoli

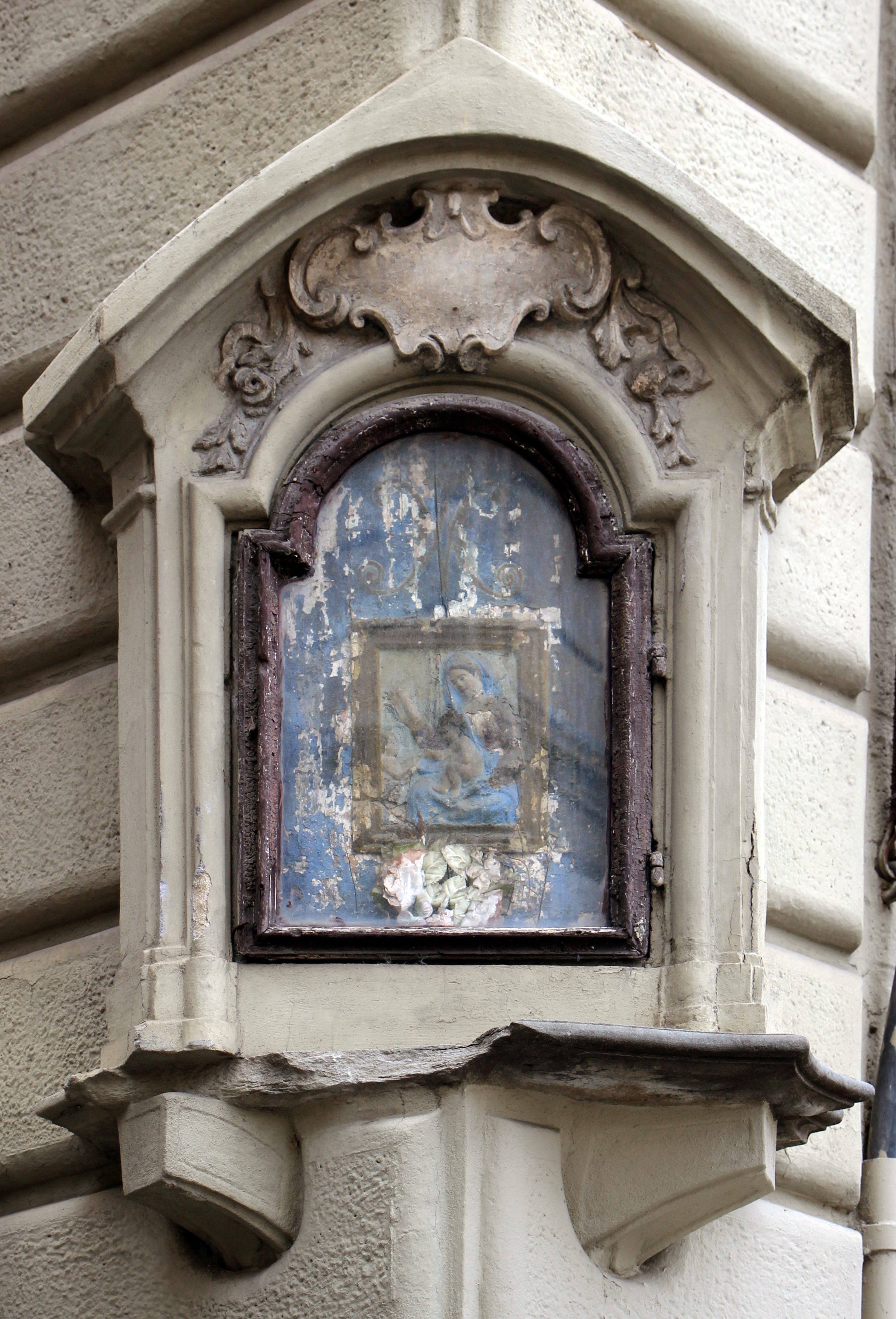
Tabernacolo in angolo col borgo Tegolaio

All'incrocio con borgo Tegolaio esiste un'edicola centinata settecentesca, contenente un rilievo in stucco con la Madonna col Bambino e san Giovannino.